# Jiefang
För andra betydelser, se Jiefang (olika betydelser).
Jiefang är ett stadsdistrikt och säte för stadsfullmäktige i Jiaozuo i Henan-provinsen i norra Kina.